# Josef Suhrada
Josef Suhrada (24. listopadu 1869 Radčice – 10. dubna 1914 Radčice) byl rakouský a český politik, na počátku 20. století poslanec Říšské rady.

## Biografie
K roku 1907 se profesně uvádí jako majitel zemědělského hospodářství. Byl členem české sekce zemské zemědělské rady. Zasedal v jejím výboru. Před smrtí se uvádí též jako okresní starosta ve Vodňanech.
Na počátku 20. století se zapojil i do celostátní politiky. Ve volbách do Říšské rady roku 1907, konaných poprvé podle všeobecného a rovného volebního práva, se stal poslancem Říšské rady za obvod Čechy 66. Usedl do poslanecké frakce Klub českých agrárníků. Ve volbách do Říšské rady roku 1911 kandidoval za obvod Čechy 52 (na Plzeňsku), opět za agrárníky, ale nebyl zvolen.
Zemřel v dubnu 1914 v domovských Radčicích ve věku 45 let. Jeho bratr Tomáš Suhrada byl stavebním radou a přednostou stavebního oddělení průmyslové školy v Praze.